# 圣玛丽亚-达维多利亚
圣玛丽亚-达维多利亚是巴西巴伊亚州的一个市镇。总面积1890.695平方公里，总人口41758人，人口密度22.1人/平方公里。 （页面存档备份，存于）